# تی جی میدلتون
 تی جی میدلتون (انگلیسی: T. J. Middleton؛ زاده ۲ مهٔ ۱۹۶۸) یک تنیس‌باز اهل ایالات متحده آمریکا است.